# Ганс-Йоахім Торке
Ганс-Йоахім Торке (8 червня 1938, Бреслау, Німеччина, нині Вроцлав, Польща — 15 січня 2000, Берлін, Німеччина) — німецький історик-славіст. Дійсний член Української вільної академії наук у США, член президії Міжнародної асоціації досліджень історії слов'янських країн. Професор історії Східної Європи у Вільному університеті в Берліні (Німеччина).

## З біографії
Ганс-Йоахім Торке народився в м. Бреслау (нині м. Вроцлав Нижньосилезького воєводства, Польща). Навчався в Геттінгенському та Колумбійському університетах. Захистив магістерську дисертацію на тему: «Російське чиновництво у першій половині XIX ст.» під керівництвом професора В.Філіппа у Вільному університеті в Берліні (1965). Від 1976 очолював кафедру в Інституті Східної Європи Вільного університету в Берліні. Директор Інституту Східної Європи (1979—81). Викладав загальні та спеціальні курси з російської історії від найдавніших часів до сучасності. Підтримував активні зв'язки з російськими та українськими вченими, зокрема з Іваном-Павлом Химкою, Франком Сисиним та ін. Не раз відвідував Росію та Україну. Автор численних праць з модерної історії та історіографії Росії і України, зокрема студій із соціальної історії України ранньомодерної доби, термінології російської історії та російсько-українських відносин у 17 cт., у тому числі монографій «Небажаний альянс: Політичні взаємовідносини Московської держави та України у XVII cт.» (Едмонтон, 1992), «Історичний лексикон Радянського Союзу 1917/22—1991 рр.» (Мюнхен, 1993), «Народники та Олександр II: 1881 р.» (Кельн, 1996) та ін. За редакцією Т. видані: збірки праць «German-Ukrainian relations in historical perspective» (Edmonton—Toronto, 1994; разом з І.-П.Химкою), «Русские цари 1547—1917» (М., 1997) та низка ін. Історичні погляди Т. формувалися в руслі Берлінської школи історичної русистики. Т. запропонував власну візію щодо побутування чиновництва в Росії в контексті теорії модернізації. Вважав, що до реформ 1860-х рр. у Росії не було чиновництва в європейському розумінні, передусім як професійної спільноти. Від кінця 1980-х рр. Т. активно вивчав українську історію, яку розглядав як окрему й самостійну національну історію, зокрема переглянув витлумачення ряду знакових подій російської історії (Переяславський договір 1654, його наслідки та ін.).
Помер у Берліні.